# Video clip
Video clip là các đoạn phim video ngắn, thường là một phần của một đoạn hoặc một phần video dài hơn.
Video clip dưới dạng kỹ thuật số thường tìm thấy ở trên mạng internet nơi có hàng loạt video clip xuất hiện trong năm 2006 như một hiện tượng mới có ảnh hưởng sâu sắc đối với internet và các dạng phương tiện truyền thông điện tử. Nguồn của các video bao gồm các bản tin và các sự kiện thể thao, các video lịch sử, video âm nhạc, chương trình truyền hình, đoạn phim quảng cáo và các Vlog. Webvideo dưới dạng hiện tại khác với loại video theo yêu cầu chủ yếu về mặt công nghệ, giao diện và chi phí cho người sử dụng. Sự phổ biến hiện nay của video trực tuyến, chỉ bắt đầu khi những trang web cung cấp lưu trữ miễn phí với nội dung băng thông rộng và cho phép tích hợp những nội dung này vào blog và trang web. Điều này cho phép video trực tuyến trở thành trào lưu chính. Sự xuất hiện của những trang web như vậy cũng giúp cho cái tên webvideo lan truyền rộng rãi hơn. Tuy nhiên, video theo yêu cầu có liên quan gần hơn đến nội dung có trả tiền của các xưởng phim, cửa hàng video trực tuyến theo nhà cung cấp. Video theo yêu cầu cũng tham khảo đặc biệt đến những video bắt đầu thời điểm mà người dùng lựa chọn, ngược với theo luồng, phát cùng lúc và webcam trong đó dữ liệu được gửi tới người dùng trực tiếp bằng máy chủ.
Thuật ngữ này cũng dùng với nghĩa lỏng lẻo hơn, dùng để chỉ đoạn video ngắn hơn một chương trình truyền hình truyền thống.